# Suez Environnement
Suez (anteriormente Suez Environnement) é uma empresa francesa cuja actividade se situa predominantemente no tratamento de águas e resíduos, a sede da empresa fica em Paris. Suas atividades financeiras estão contidas na CAC 40.